# Union Mertert-Wasserbillig
Union Mertert-Wasserbillig, in luxemburgischer Sprache auch Union Mäertert-Waasserbëlleg genannt, ist ein 1994 durch Fusion entstandener Fußballverein aus den beiden Ortschaften Mertert und Wasserbillig.

## Geschichte
Der Fusionsverein wurde 1994 aus dem Zusammenschluss der Vereine Union Sportive Mertert und dem FC Jeunesse Wasserbillig gegründet. Die Vereinsfarben sind gelb-schwarz.
In der Saison 1996/97 und ab 2004/2005 spielte der Verein in der zweithöchsten Spielklasse Luxemburgs, der Ehrenpromotion. Das Erreichen des 5. Platzes in der Saison 2006/2007 war bis dahin der größte Erfolg des Fusionsvereins. Die 2. Mannschaft wurde in der Saison 2004/2005 Landesmeister der Reserven.
Die Saison 2008/09 schloss der Verein als 12. in der Ehrenpromotion ab und musste somit in einem Barragespiel gegen den Zweitplatzierten der 1. Division des 1. Bezirks (3. Liga), FC Jeunesse Schieren, antreten. Da Mertert-Wasserbillig dieses Spiel mit 1:3 verlor, stieg die „UMW“ in die Dritte Liga ab. Die Saison 2009/2010 schloss der Verein nach einer radikalen Verjüngungskur des Spielerkaders auf dem 4. Platz der 1. Division, 2. Bezirk ab.
2012 stieg Mertert-Wasserbillig als Vorletzter in die viertklassige 2. Division ab, um sich ein Jahr später dank des erneuten Aufstiegs in der 1. Division wiederzufinden. Das vorherige Relegationsspiel wurde in Consdorf 3:1 gegen den FC 47 Bastendorf gewonnen.
Durch ein 6:5 nach Elfmeterschießen im Barragespiel gegen FC 72 Erpeldingen stieg UMW am Ende der Spielzeit 2015/16 nach siebenjähriger Abwesenheit wieder in die Ehrenpromotion auf.
In der Saison 2018/19 erreichte der Fusionsverein das Halbfinale der Coupe de Luxembourg. Hier scheiterte man mit 0:3 gegen den Erstligisten Etzella Ettelbrück.
Mit nur zwei Saisonsiegen stieg Mertert-Wasserbillig am Ende der Spielzeit 2021/22 als abgeschlagener Tabellenletzter aus der Ehrenpromotion ab. Die Talfahrt setzte sich auch in der folgenden Saison fort. Nach einer 2:5-Heimniederlage gegen US Sandweiler stand bereits zwei Spieltage vor Saisonende der zweite Abstieg innerhalb eines Jahres von der Ehrenpromotion in die 2. Division fest.
Am Ende der Saison 2024/25 erreichte UMW mit einem 4. Platz die Relegation um den Aufstieg in die 1. Division. Durch ein 2:1 gegen 13. der 1. Division - 1. Bezirk, FC 72 Erpeldingen, gelang Mertert-Wasserbillig der Wiederaufstieg in die 1. Division.

## Bekannte Spieler
- Žarko Lukić (2 A-Länderspiele für Luxemburg, von 2004 bis 2006)
- Sacha Schneider (27 A-Länderspiele/1 Tor für Luxemburg, von 2005 bis 2010)
- Daniel Huss (46 A-Länderspiele/2 Tore für Luxemburg, 2019)

## Stadion
Die „UMW“ trägt ihre Heimspiele im „Stade de la Sûre“ in Wasserbillig aus. Das Stadion hat eine Kapazität von 1.800 Stehplätzen. In Mertert auf dem 1.000 Zuschauer fassenden Kunstrasenplatz finden hauptsächlich Jugend- und Damenspiele statt.

## Sonstiges
Der Verein organisiert jedes Jahr mit Beginn an Christi Himmelfahrt das 4 Tage dauernde „Spatzfest“.